# 조지프 C. 윌슨

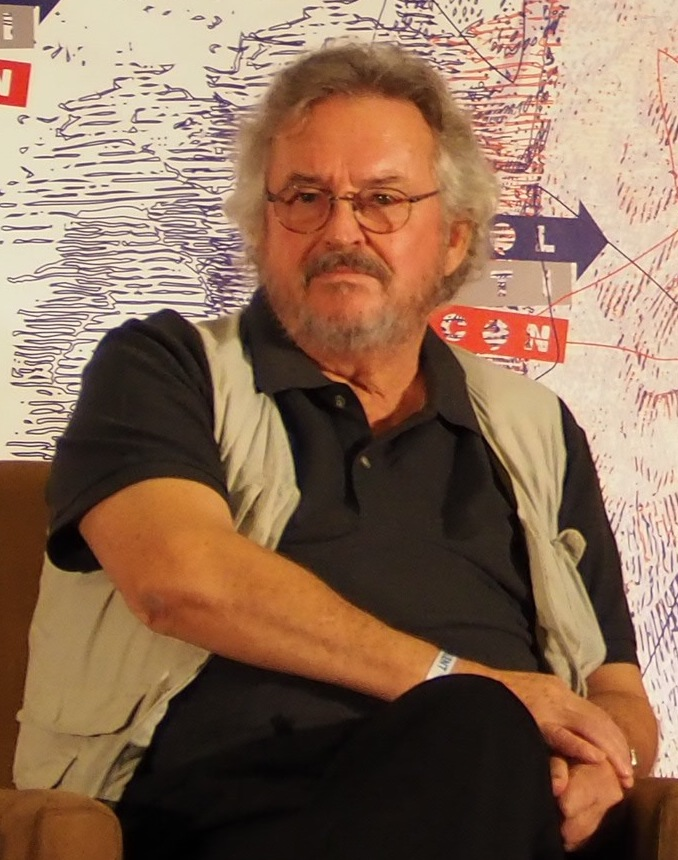

조지프 C. 윌슨(Joseph C. Wilson, 1949년 11월 6일 ~ 2019년 9월 27일)은 미국의 중동 아프리카 문제 전문가이다. 이라크 대사 대리, 가봉 대사, 미국 국가안전보장회의(NSC) 아프리카 담당 부장을 역임했다. 조지 W 부시 정권 탄생 후 은퇴하고 상담을 하고 있었다. 2002년에 미국 중앙 정보국이 이라크가 우라늄을 니제르에서 매입했다는 의혹 조사에서 니제르에 파견되었지만 대량 살상 무기는 없다고 결론을 내렸다. 후에 대량 살상 무기설은 완전히 엉터리였다는 것이 확인되었지만, 당시 부시 행정부는 대량 살상 무기가 있다고 여론에 계속 호소하였다. 이에 대해 윌슨은 2003년 7월 6일자 미국 뉴욕 타임즈 지에 "What I Didn't Find in Africa"라는 제목의 글을 써 여론에 호소했다. 그 후, 7월 14일 로버트 노벅은 아내 발레리 플레임이 CIA의 공작원이라고 신분을 유출시켰다. 이에 대해 윌슨은 기자 회견을 열고, 이것은 미국 정부의 보복이라고 호소했다.

## 같이 보기
- 플레임 사건